# District d'Antanimora Sud
Antanimora Sud ou Antanimora Atsimo est un des cinq districts de la région Androy, dans le sud de Madagascar. Le district est constitué de 8 communes et sa population était de 174 391 habitants en 2023.